# Podosphaeraster somnambulator
Podosphaeraster somnambulator is een zeester uit de familie Podosphaerasteridae.
De wetenschappelijke naam van de soort werd in 2006 gepubliceerd door Donald George McKnight.